# 파인우드 스튜디오

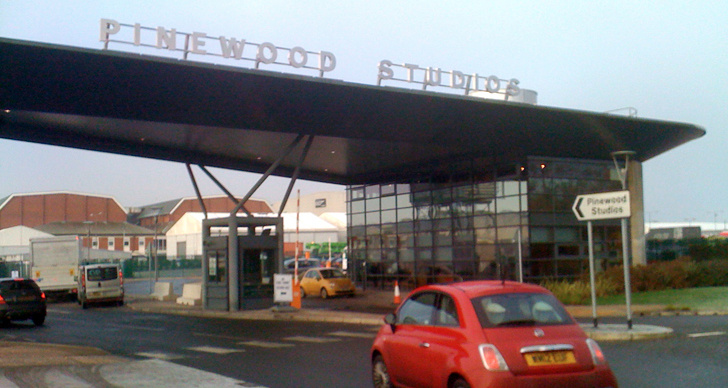
파인우드 스튜디오 입구

파인우드 스튜디오(영어: Pinewood Studios)는 잉글랜드 버킹엄셔주 아이버에 위치한 영화 및 텔레비전 스튜디오로, 파인우드 그룹이 운영한다.
고예산 영화 시리즈로 잘 알려져 있으며, 대표작으로는 《007 제임스 본드 (영화 시리즈)》가 있다.

## 같이 보기
- 셰퍼턴 스튜디오